# Danny Webb
Danny Webb (Londen, 6 juni 1958) is een Brits acteur.

## Biografie
Webb begon in 1979 met acteren in de Britse televisieserie The Dick Francis Thriller: The Racing Game, waarna hij nog meer dan 170 rollen speelde in televisieseries en films.
Webb is getrouwd met de Britse actrice Leila Bertrand.
Webb trad ook op in de videoclip Owner of a Lonely Heart van de Britse band Yes.

## Filmografie

### Films
Selectie:
- 2016 Criminal - als Lewis Deane
- 2014 A Little Chaos - als Moulin
- 2013 Locke - als Cassidy (stem)
- 2008 Valkyrie - als kapitein Haans
- 2006 Attack Force - als Werner
- 1992 Alien³ - als Robert Morse
- 1991 Robin Hood - als Much the Miller
- 1987 Death Wish 4: The Crackdown - als man van Zacharias
- 1984 Rok spokojnego slonca - als David

### Televisieseries
Uitgezonderd eenmalige gastrollen.
- 2024 The Regime - als mr. Laskin - 6 afl.
- 2023 The Gold - als Billy Jennings - 2 afl.
- 2021 Queens of Mystery - als Oliver McGorrie - 2 afl.
- 2019-2021 Pennyworth - als John Ripper - 11 afl.
- 2017-2020 Liar - als DS Rory Maxwell - 12 afl.
- 2019-2020 The Trial of Christine Keeler - als George Wigg - 4 afl.
- 2016-2019 Plebs - als Lepidus - 2 afl.
- 2018 The City and the City - als majoor Syedr - 4 afl.
- 2017 SS-GB - als Sydney Garin - 2 afl.
- 2017 The Halcyon - als Mortimer - 2 afl.
- 2015-2016 Humans - als Hobb - 8 afl.
- 2016 Undercover - als John Corrigan - 2 afl.
- 2015 Residue - als Emeril Benedict - 3 afl.
- 2014 Scott & Bailey - als rechercheur Chris Crowley - 8 afl.
- 2013 Lightfields - als Barry Felwood - 5 afl.
- 2012 Strike Back - als generaal Bennett - 2 afl.
- 2009-2011 Land Girls - als Dennis Tucker - 10 afl.
- 2010 Holby City - als Kevin Dalton - 6 afl.
- 2009 The Bill - als Matthew Devlin - 6 afl.
- 2008 Casualty - als Rob Greyson - 2 afl.
- 2008 Britannia High - als Jack Tyler - 2 afl.
- 2008 Honest - als Mack Carter - 6 afl.
- 2006 Doctor Who - als mr. Jefferson - 2 afl.
- 2004-2005 Life Begins - als Paul - 12 afl.
- 2004 Silent Witness - als sergeant Paul Bradley - 2 afl.
- 2004 Waking the Dead - als Sir Martin Havering - 2 afl.
- 2001 Take Me - als Doug Patton - 6 afl.
- 1998 The Jump - als Davey Jackson - 4 afl.
- 1997 A Perfect State - als Johnny - 7 afl.
- 1996 Our Friends in the North - als Ron Conrad - 4 afl.
- 1994-1995 99-1 - als Gerry McCarthy - 6 afl.
- 1994 Cardiac Arrest - als Simon Betancourt - 6 afl.
- 1993 A Woman's Guide to Adultery - als Ray - 3 afl.
- 1993 Comics - als Brian Duffield - 2 afl.
- 1992-1993 The Young Indiana Jones Chronicles - als Pablo Picasso - 2 afl.
- 1989 Boon - als politieagent Mike Hawkins - 2 afl.
- 1987 Intimate Contact - als Scott - 4 afl.
- 1982-1983 Brookside - als Gavin Taylor - 10 afl.

### Computerspellen
- 2014 Dragon Age: Inquisition - als stem
- 2014 Sherlock Holmes: Crimes and Punishments - als stem
- 2011 Warhammer 40,000: Space Marine - als Drogan / Antioch
- 2011 Dragon Age II - als Meeran

- Library of Congress Control Number: no00018521
- Nationale Bibliotheek van Israël: 987007402392305171
- SNAC: w6618r96
- Virtual International Authority File: 53690173
- WorldCat: E39PBJj4xjFrMcDWW93tBBMwYP